# HMS Utmost
El HMS Utmost (N19) era un submarí britànic de classe U, del segon grup d'aquesta classe, construït per Vickers Armstrong, Barrow-in-Furness. Va ser aixecat el 2 de novembre de 1939 i va ser posat en servei el 17 d'agost de 1940. Fins ara ha estat l'únic vaixell de la Royal Navy que porta el nom d'Utmost .

## Història
L'Utmost va passar la major part de la seva carrera operant a la Mediterrània, on va enfonsar els mercaders italians Capo Vita, Enrico Costa i Frederico C., i el petroler alemany Languste i també va danyar el mercant italià Manfredo Camperio. L'Utmost també va atacar un comboi de cinc mercaders alemanys i tres destructors italians i va torpedinar i enfonsar el mercant alemany Heraklea i va torpedinar i danyar el Ruhr. Un atac a un altre comboi format pel mercant alemany Tilly LM Russ i el mercant italià Cadamosto, escortat pels torpediners italians Pallade i Polluce, va tenir menys èxit. Tots els torpedes disparats van perdre els seus objectius.

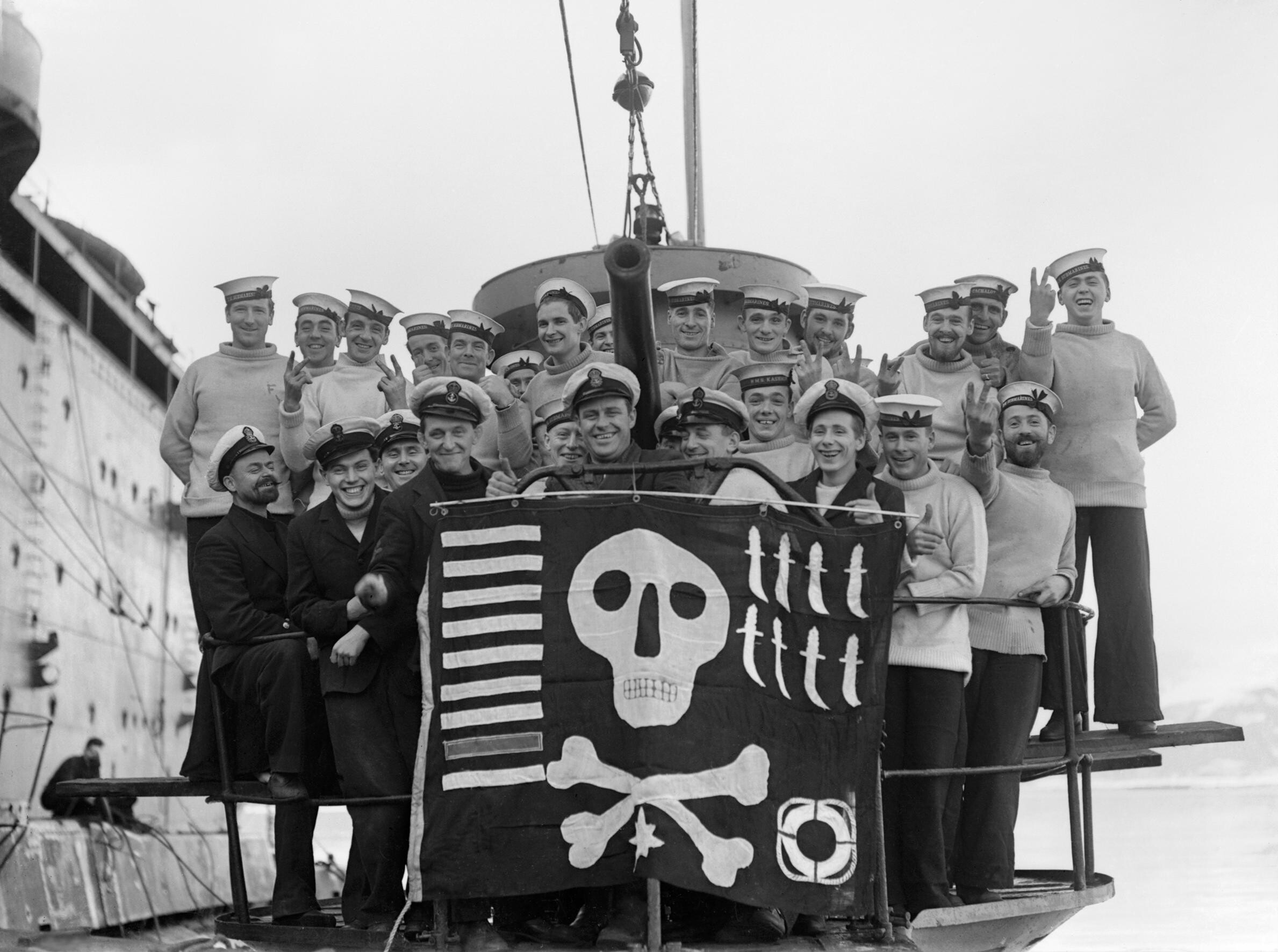
La tripulació de l'HMS Utmost amb la seva bandera d'èxit "Jolly Roger".

L'Utmost va destruir el (ja enterrat i danyat) mercant italià Marigola, i juntament amb el seu germà, transferida des dels polonesos,  ORP Sokół, va enfonsar el mercant italià Balilla. Més tard va atacar sense èxit els mercants italians Fabio Filzi i Siculo, així com el minador auxiliar italià Barletta. També va torpedinar i danyar el creuer italià Trieste.
L'oficial al comandament va rebre una orde del Servei Distingit per a una missió, que es creu que va ser l'aterratge d'agents darrere de les línies enemigues.

### Enfonsament
L'Utmost va sortir de Malta per fer una patrulla al Mediterrani el novembre de 1942. El 23 va enfonsar un vaixell enemic, però el 25 de novembre de 1942, durant el seu viatge de tornada a Malta, va ser localitzat, atacat i enfonsat al sud-oest de Sicília per càrregues de profunditat llançades des del torpediner italià Groppo.